# Peter Tork
Peter Tork, pseudonimo di Peter Haskel Thorkelson (Washington, 13 febbraio 1942 – Mansfield, 21 febbraio 2019), è stato un cantautore, polistrumentista e attore statunitense. Divenne noto per essere il tastierista e bassista della formazione The Monkees.

## Biografia
Voce e bassista della band The Monkees, sapeva suonare anche chitarra, pianoforte, armonica, organo e banjo; abbandonò il gruppo prima degli altri membri. Ebbe poi un'effimera carriera da solista e fece parte di altre formazioni. Partecipò ad alcune pellicole e serie tv.
Tork morì nel febbraio 2019 per un carcinoma adenoido-cistico che lo affliggeva da anni.

## Vita privata
Gli nacquero tre figli, uno dei quali, Ivan, dal breve matrimonio con l'italiana Barbara Iannoli.

## Canzoni scritte da Peter Tork (da solo o in collaborazione)
- For Pete's Sake (Peter Tork, Joseph Richards)
- Band 6 (Micky Dolenz, Davy Jones, Michael Nesmith, Peter Tork)
- Zilch (Micky Dolenz, Davy Jones, Michael Nesmith, Peter Tork)
- Goin' Down (Micky Dolenz, Davy Jones, Michael Nesmith, Peter Tork, Diane Hildebrand)
- No Time (Micky Dolenz, Davy Jones, Michael Nesmith,
- Long Title: Do I Have To Do This All Over Again?
- Can You Dig It?
- Lady's Baby
- Tear the Top Right Off My Head
- Gettin' In
- MGB-GT
- Merry Go Round (Peter Tork, Diane Hildebrand)
- Get What You Pay For
- Sea Change
- I Believe You
- Run Away From Life
- Miracle
- Tender Is
- Easy Rider
- Hi Babe
- Little Girl

## Discografia

### Solista
- Stranger Things Have Happened (1994)

### con James Lee Stanley
- Two Man Band (1996)
- Once Again (2001)
- Live/Backstage at the Coffee Gallery (2006)

### con Shoe Suede Blues
- Saved By The Blues (2003)
- Cambria Hotel (2007)
- Step By Step (2013)